# Список глав Армении

Штандарт президента Армении

Список глав Армении включает лиц, возглавлявших Армению независимо от наименования должности, включая глав суверенной первой Республики Армения, ССР Армения в составе союзной республики СССР, союзной республики и вновь независимого государства.
В настоящее время государство возглавляет Президент Республики Армения (арм. Հայաստանի Հանրապետության Նախագահ). Согласно внесённым в декабре 2015 года изменениям в Конституцию, начиная с состоявшихся в марте 2018 года выборов, президент избирается голосованием членов Национального собрания на 7 лет без возможности переизбираться. Если в первом туре голосования ни один кандидат не получил необходимые для избрания голоса более трёх четвертей депутатов, проводится повторное голосование по кандидатам прошлого тура, в котором для избрания требуется не менее трёх пятых голосов всех депутатов. Если же и во втором туре голосования ни один депутат не получил необходимого числа голосов, то проводится третий тур голосования по двум набравшим наибольшее число голосов кандидатам, в котором для избрания достаточно простого большинства полученных голосов. В случае его временной нетрудоспособности обязанности президента исполняет председатель Национального собрания Армении.
Использованная в первом столбце таблиц нумерация является условной; также условным является использование в первом столбце цветовой заливки, служащей для упрощения восприятия принадлежности лиц к различным политическим силам без необходимости обращения к столбцу, отражающему партийную принадлежность. Наряду с партийной принадлежностью, в столбце «Партия» также отражён беспартийный статус персоналий. В столбце «Выборы» отражены состоявшиеся выборные процедуры или иные основания получения полномочий. Для удобства список разделён на принятые в историографии периоды истории страны. Приведённые в преамбулах к каждому из разделов описания этих периодов призваны пояснить особенности её политической жизни.

## Республика Армения (1918—1920)
15 (28) ноября 1917 года на совещании представителей политических сил региона был создан Закавказский комиссариат — временное коалиционное правительство в Закавказье, являвшееся на тот момент высшим органом власти в регионе. 10 (23) февраля 1918 года из депутатов, избранных во Всероссийское Учредительное собрание от Закавказья, комиссариат созвал парламент — Закавказский сейм. 13 (26) марта сейм упразднил комиссариат и сформировал Закавказское правительство, 9 (22) апреля провозгласил Закавказье независимой Закавказской Демократической Федеративной Республикой (ЗДФР). В ходе Батумской мирной конференции, проходившей 11—26 мая 1918 года, возникли разногласия между представителями закавказской делегации: грузинские меньшевики достигли двухсторонней договорённости с Германией, а мусаватисты — с Турцией, что предрешило распад ЗДФР. 26 мая Закавказский сейм, признав факт распада федерации, объявил о самороспуске. 28 мая армянский Нацсовет в Тифлисе (ныне Тбилиси) принял Декларацию независимости (арм. Անկախության հռչակագիր), тем самым провозгласив независимой Республику Армения (арм. Հայաստանի Հանրապետություն).

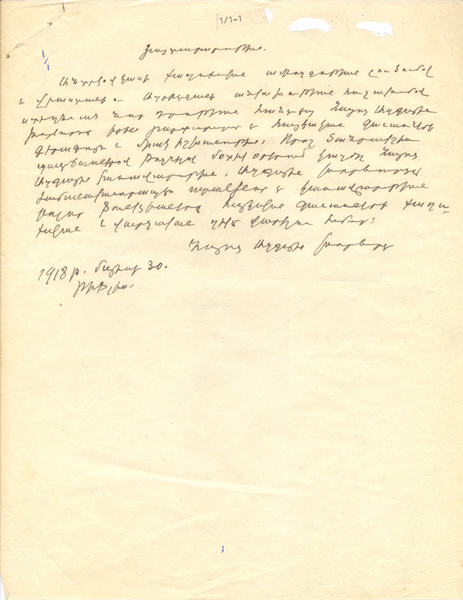
Текст Декларации независимости Армении

В июне 1918 года между Арменией и Турцией был заключён договор, по которому к последней отходили части территории Армении. В августе Национальный совет был сменён Советом Армении, позже переименованным в Парламент. После ухода турецких войск из региона (Турция потерпела поражение в Первой мировой войне) была восстановлена довоенная граница, а на территории Карсской области образована Юго-Западная Кавказская демократическая республика, которая уже в апреле 1919 года была ликвидирована британцами (британские войска находились на территории Армении до августа 1919 года), а сама территория передана Армении. Летом 1920 года возросла напряжённость между Турцией и Арменией из-за территориальных споров, которую усугубил Севрский мирный договор, по которому к последней отходила Западная Армения. Великое национальное собрание Турции отказалось ратифицировать договор, после чего началась армяно-турецкая война. Признав поражение, 2 декабря Армения заключила Александропольский договор, по которому бо́льшая часть страны, включая Западную Армению, отходила к Турции, а также денонсировала Севрский договор. Ранее, в ноябре, в Баку большевиками был создан Военно-революционный комитет Армении, руководители которого обратились к РСФСР за военной поддержкой. 29 ноября части Красной Армии и отряды ВРК заняли Эривань (ныне Ереван), где большевиками была провозглашена Социалистическая Советская Республика Армения.
Курсивом и серым цветом выделены даты начала и окончания полномочий лиц, временно замещавших Аветиса Агароняна, первоначально находившегося в Грузии, а после его годового пребывания в Армении — во Франции с дипломатической миссией.
|        | Портрет        | Имя (годы жизни)                                                                             | Полномочия       | Полномочия                                      | Партия                            | Наименование должности | Пр.           |
| Начало | Портрет        | Имя (годы жизни)                                                                             | Окончание        |                                                 | Партия                            | Наименование должности | Пр.           |
| ------ | -------------- | -------------------------------------------------------------------------------------------- | ---------------- | ----------------------------------------------- | --------------------------------- | --- | ------------- |
| и. о.  |                | Арам Арутюнович Манукян (1879—1919) арм. Արամ Հարությունի Մանուկյան урожд. Саргис Оганесян   | 28 мая 1918      | 19 июля 1918                                    | Армянская революционная федерация | Председатель Временного органа Армянского Национального совета Эриваня арм. Երևանի Հայոց ազգային խորհրդի ժամանակավոր վարչության նախագահ | [ 11 ] [ 12 ] |
| 1 (I)  |                | Аветис Аракелович Агаронян (1866—1948) арм. Աւետիս Առաքելի Ահարոնյան                         | 28 мая 1918      | 1 августа 1918                                  | Армянская революционная федерация | Председатель Армянского Национального совета арм. Հայոց ազգային խորհրդի նախագահ                                                         | [ 13 ] [ 14 ] |
| 2      |                | Аветик Оганесович Саакян (1863—1933) арм. Ավետիք Հովհաննեսի Սահակյան                         | 1 августа 1918   | 1 августа 1919                                  | Армянская революционная федерация | Председатель Совета Армении арм. Նախագահ Հայաստանի Խորհրդի                                                                              | [ 15 ] [ 16 ] |
| и. о.  | 1 августа 1919 | Аветик Оганесович Саакян (1863—1933) арм. Ավետիք Հովհաննեսի Սահակյան                         | 5 августа 1919   | Председатель Парламента арм. Նախագահ Պառլամենտի | Армянская революционная федерация | | [ 15 ] [ 16 ] |
| 1 (II) |                | Аветис Аракелович Агаронян (1866—1948) арм. Աւետիս Առաքելի Ահարոնյան                         | 5 августа 1919   | Председатель Парламента арм. Նախագահ Պառլամենտի | Армянская революционная федерация | 4 ноября 1920 | [ 13 ] [ 14 ] |
| и. о.  |                | Левон Сехбосович Шант (1869—1951) арм. Լեւոն Սեղբոսի Շանթ урожд. Левон Сехбосович Нахашпетян | 5 августа 1919   | 4 ноября 1920                                   | Армянская революционная федерация | Вице-председатель Парламента арм. Փոխ-Նախագահ Պառլամենտի                                                                                | [ 15 ]        |
| и. о.  |                | Саргис Шахназарович Араратян (1886—1943) арм. Սարգիս Շահնազարի Արարատյան                     | 5 августа 1919   | 10 августа 1919                                 | Армянская революционная федерация | Вице-председатель Парламента арм. Փոխ-Նախագահ Պառլամենտի                                                                                | [ 15 ]        |
| и. о.  |                | Овсеп Оганесович Аргутян (1862—1925) арм. Հովսեփ Հովհաննեսի Արղության                        | 10 августа 1919  | 16 сентября 1919                                | Армянская революционная федерация | Старший член Парламента арм. Պառլամենտի աւագագոյն անդամ                                                                                 | [ 15 ]        |
| и. о.  |                | Сиракан Фаддеевич Тигранян (1875—1947) арм. Սիրական Ֆադեյի Տիգրանյան                         | 16 сентября 1919 | 4 ноября 1920                                   | Армянская революционная федерация | Вице-председатель Парламента арм. Փոխ-Նախագահ Պառլամենտի                                                                                | [ 15 ]        |
| и. о.  |                | Аветик Оганесович Саакян (1863—1933) арм. Ավետիք Հովհաննեսի Սահակյան                         | 6 ноября 1919    | 4 ноября 1920                                   | Армянская революционная федерация | Вице-председатель Парламента арм. Փոխ-Նախագահ Պառլամենտի                                                                                | [ 15 ] [ 16 ] |
| 3      |                | Оганес Рубенович Каджазнуни (1868—1937) арм. Հովհաննես Ռուբենի Քաջազնունի                    | 4 ноября 1920    | 2 декабря 1920                                  | Армянская революционная федерация | Председатель Парламента арм. Նախագահ Պառլամենտի                                                                                         | [ 17 ] [ 16 ] |

## ССР Армения (1920—1936) в составе ЗСФСР
В ноябре 1920 года в Баку большевиками был создан Военно-революционный комитет Армении, руководители которого обратились к РСФСР за военной поддержкой. 29 ноября части Красной Армии и отряды ВРК заняли Эривань (ныне Ереван), где большевиками была провозглашена Социалистическая Советская Республика Армения (арм. Հայաստանի Սոցիալիստական Խորհրդային Հանրապետություն). 13 октября 1921 года между правительствами закавказских республик и Турции был подписан Карсский договор, по которому Карсская область окончательно отходила к Турции. На I Всеармянском съезде Советов, проходившем 30 января — 4 февраля 1922 года, была принята Конституция Армении и избран высший орган законодательной власти — Центральный исполнительный комитет (ЦИК).
12 марта 1922 года Армения подписала с советскими Азербайджаном и Грузией договор о создании Федеративного Союза Социалистических Советских Республик Закавказья, который 13 декабря был преобразован в Закавказскую Социалистическую Федеративную Советскую Республику (ЗСФСР). 30 декабря Армения в составе ЗСФСР вошла в СССР. 5 декабря 1936 года на чрезвычайном VIII Всесоюзном съезде Советов была принята новая Конституция СССР, в которой были отражены упразднение ЗСФСР, новое название Армении (Армянская Советская Социалистическая Республика) и её вхождение в состав СССР на правах союзной республики.
| | Портрет        | Имя (годы жизни)                                                                                         | Полномочия      | Полномочия     | Партия                                        | Наименование должности | Пр.           |
| Начало                                                                                              | Портрет        | Имя (годы жизни)                                                                                         | Окончание       |                | Партия                                        | Наименование должности | Пр.           |
| --------------------------------------------------------------------------------------------------- | -------------- | --- | --------------- | -------------- | --------------------------------------------- | --- | ------------- |
| 4 (I)                                                                                               |                | Саргис Оганесович Касьян (1876—1937) арм. Սարգիս Հովհաննեսի Կասյան урожд. Саргис Оганесович Тер-Гаспарян | 29 ноября 1920  | 5 мая 1921     | Коммунистическая партия (большевиков) Армении | Председатель Военно-революционного комитета Социалистической Советской Республики Армения арм. Հայաստանի Սոցիալիստական Խորհրդային Հանրապետության Ռազմա-Յեղափոխական Կոմիտեի նախագահ | [ 21 ] [ 22 ] |
| 5                                                                                                   |                | Александр Фёдорович Мясникян (1886—1925) арм. Ալեքսանդր Ֆյոդորի Մյասնիկյան                               | 5 мая 1921      | 21 мая 1921    | Коммунистическая партия (большевиков) Армении | Председатель Военно-революционного комитета Социалистической Советской Республики Армения арм. Հայաստանի Սոցիալիստական Խորհրդային Հանրապետության Ռազմա-Յեղափոխական Կոմիտեի նախագահ | [ 23 ] [ 24 ] |
| С 21 мая 1921 года по 5 февраля 1922 года СНК являлся высшим органом государственной власти Армении |                | |                 |                |                                               | |               |
| 6 (I—IV)                                                                                            |                | Саргис Саакович Амбарцумян (1870—1944) арм. Սարգիս Սահակի Համբարձումյան                                  | 5 февраля 1922  | 4 декабря 1922 | Коммунистическая партия (большевиков) Армении | Председатель Центрального исполнительного комитета арм. Կենտրոնական Գործադիր Կոմիտեյի նախագահ                                                                                      | [ 25 ] [ 26 ] |
| 6 (I—IV)                                                                                            | 4 декабря 1922 | Саргис Саакович Амбарцумян (1870—1944) арм. Սարգիս Սահակի Համբարձումյան                                  | 8 декабря 1923  |                | Коммунистическая партия (большевиков) Армении | Председатель Центрального исполнительного комитета арм. Կենտրոնական Գործադիր Կոմիտեյի նախագահ                                                                                      | [ 25 ] [ 26 ] |
| 6 (I—IV)                                                                                            | 8 декабря 1923 | Саргис Саакович Амбарцумян (1870—1944) арм. Սարգիս Սահակի Համբարձումյան                                  | 16 марта 1925   |                | Коммунистическая партия (большевиков) Армении | Председатель Центрального исполнительного комитета арм. Կենտրոնական Գործադիր Կոմիտեյի նախագահ                                                                                      | [ 25 ] [ 26 ] |
| 6 (I—IV)                                                                                            | 16 марта 1925  | Саргис Саакович Амбарцумян (1870—1944) арм. Սարգիս Սահակի Համբարձումյան                                  | 23 июня 1925    |                | Коммунистическая партия (большевиков) Армении | Председатель Центрального исполнительного комитета арм. Կենտրոնական Գործադիր Կոմիտեյի նախագահ                                                                                      | [ 25 ] [ 26 ] |
| 7 (I—II)                                                                                            |                | Арташес Баласиевич Каринян (1886—1982) арм. Արտաշես Բալասիի Կարինյան урожд. Арташес Баласиевич Габриэлян | 23 июня 1925    | 3 апреля 1927  | Коммунистическая партия (большевиков) Армении | Председатель Центрального исполнительного комитета арм. Կենտրոնական Գործադիր Կոմիտեյի նախագահ                                                                                      | [ 27 ] [ 28 ] |
| 7 (I—II)                                                                                            | 3 апреля 1927  | Арташес Баласиевич Каринян (1886—1982) арм. Արտաշես Բալասիի Կարինյան урожд. Арташес Баласиевич Габриэлян | 7 июля 1928     |                | Коммунистическая партия (большевиков) Армении | Председатель Центрального исполнительного комитета арм. Կենտրոնական Գործադիր Կոմիտեյի նախագահ                                                                                      | [ 27 ] [ 28 ] |
| 4 (II—III)                                                                                          |                | Саргис Оганесович Касьян (1876—1937) арм. Սարգիս Հովհաննեսի Կասյան урожд. Саргис Оганесович Тер-Гаспарян | 7 июля 1928     | 13 апреля 1929 | Коммунистическая партия (большевиков) Армении | Председатель Центрального исполнительного комитета арм. Կենտրոնական Գործադիր Կոմիտեյի նախագահ                                                                                      | [ 21 ] [ 22 ] |
| 4 (II—III)                                                                                          | 13 апреля 1929 | Саргис Оганесович Касьян (1876—1937) арм. Սարգիս Հովհաննեսի Կասյան урожд. Саргис Оганесович Тер-Гаспарян | 18 февраля 1931 |                | Коммунистическая партия (большевиков) Армении | Председатель Центрального исполнительного комитета арм. Կենտրոնական Գործադիր Կոմիտեյի նախագահ                                                                                      | [ 21 ] [ 22 ] |
| 8                                                                                                   |                | Армен Артёмович Ананян (1893—1959) арм. Արմեն Արտեմի Անանյան                                             | 18 февраля 1931 | 23 апреля 1933 | Коммунистическая партия (большевиков) Армении | Председатель Центрального исполнительного комитета арм. Կենտրոնական Գործադիր Կոմիտեյի նախագահ                                                                                      | [ 29 ] [ 30 ] |
| 9 (I—II)                                                                                            |                | Сергей Николаевич Мартикян (1874—1957) арм. Սերգեյ Նիկոլայի Մարտիկյան                                    | 23 апреля 1933  | 13 января 1935 | Коммунистическая партия (большевиков) Армении | Председатель Центрального исполнительного комитета арм. Կենտրոնական Գործադիր Կոմիտեյի նախագահ                                                                                      | [ 31 ] [ 32 ] |
| 9 (I—II)                                                                                            | 13 января 1935 | Сергей Николаевич Мартикян (1874—1957) арм. Սերգեյ Նիկոլայի Մարտիկյան                                    | 17 ноября 1936  |                | Коммунистическая партия (большевиков) Армении | Председатель Центрального исполнительного комитета арм. Կենտրոնական Գործադիր Կոմիտեյի նախագահ                                                                                      | [ 31 ] [ 32 ] |
| 10                                                                                                  |                | Геворк Сарибекович Анесоглян (1891—1938) арм. Գևորգ Սարիբեկի Հանեսօղլյան                                 | 17 ноября 1936  | 5 декабря 1936 | Коммунистическая партия (большевиков) Армении | Председатель Центрального исполнительного комитета арм. Կենտրոնական Գործադիր Կոմիտեյի նախագահ                                                                                      | [ 33 ] [ 34 ] |

## Армянская ССР (1936—1990) в составе СССР
5 декабря 1936 года на чрезвычайном VIII Всесоюзном съезде Советов была принята новая Конституция СССР, в которой, кроме прочего, было отражено новое название Армении, как союзной республики СССР, — Армянская Советская Социалистическая Республика (арм. Հայկական խորհրդային Սոցիալիստական Հանրապետություն). В марте 1937 года на IX Всеармянском съезде Советов была принята новая армянская конституция, согласно которой высшим органом государственной власти в Армении стал Верховный Совет, избираемый на 4 года.
В феврале 1988 года в условиях демократизации и гласности советской системы областной Совет народных депутатов Нагорно-Карабахской АО потребовал от Азербайджана передать эту населённую преимущественно армянами территорию под контроль Армении. Отказ властей АзССР стал сигналом к дальнейшим действиям; за повсеместными армянскими погромами в Азербайджане последовало массовое изгнание армянского населения из страны, начался азербайджано-армянский конфликт. 23 августа 1990 года Верховный Совет изменил название страны на «Республику Армения» и принял декларацию «О независимости Армении».
|            | Портрет        | Имя (годы жизни)                                                           | Полномочия     | Полномочия | Партия                                        | Наименование должности | Пр.           |
| Начало     | Портрет        | Имя (годы жизни)                                                           | Окончание      | | Партия                                        | Наименование должности | Пр.           |
| ---------- | -------------- | -------------------------------------------------------------------------- | -------------- | --- | --------------------------------------------- | --- | ------------- |
| (10)       |                | Геворк Сарибекович Анесоглян (1891—1938) арм. Գևորգ Սարիբեկի Հանեսօղլյան   | 5 декабря 1936 | 29 июля 1937 | Коммунистическая партия (большевиков) Армении | Председатель Центрального исполнительного комитета арм. Կենտրոնական Գործադիր Կոմիտեյի նախագահ | [ 33 ] [ 34 ] |
| и. о.      |                | Бахши Аршакович Нерсисян (1898—1959) арм. Բախշի Արշակի Ներսիսյան           | 29 июля 1937   | 6 октября 1937 | Коммунистическая партия (большевиков) Армении | Исполняющий обязанности Председателя Центрального исполнительного комитета Армянской Советской Социалистической Республики арм. Հայկական Խորհրդային Սոցիալիստական Հանրապետության Կենտրոնական Գործադիր Կոմիտեյի նախագահի պաշտոնակատար | [ 16 ] [ 36 ] |
| и. о.      |                | Мацак Петросович Папян (1901—1962) арм. Մացակ Պետրոսի Պապյան               | 6 октября 1937 | 12 июля 1938 | Коммунистическая партия (большевиков) Армении | Исполняющий обязанности Председателя Центрального исполнительного комитета Армянской Советской Социалистической Республики арм. Հայկական Խորհրդային Սոցիալիստական Հանրապետության Կենտրոնական Գործադիր Կոմիտեյի նախագահի պաշտոնակատար | [ 37 ] [ 38 ] |
| 11 (I—III) | 13 июля 1938   | Мацак Петросович Папян (1901—1962) арм. Մացակ Պետրոսի Պապյան               | 30 марта 1947  | Председатель Президиума Верховного Совета Армянской Советской Социалистической Республики арм. Հայկական Սովետական Սոցիալիստական Հանրապետության Գերագույն Խորհրդի Նախագահության Նախագահ | Коммунистическая партия (большевиков) Армении | | [ 37 ] [ 38 ] |
| 11 (I—III) | 30 марта 1947  | Мацак Петросович Папян (1901—1962) арм. Մացակ Պետրոսի Պապյան               | 31 марта 1951  | Председатель Президиума Верховного Совета Армянской Советской Социалистической Республики арм. Հայկական Սովետական Սոցիալիստական Հանրապետության Գերագույն Խորհրդի Նախագահության Նախագահ | Коммунистическая партия (большевиков) Армении | | [ 37 ] [ 38 ] |
| 11 (I—III) | 31 марта 1951  | Мацак Петросович Папян (1901—1962) арм. Մացակ Պետրոսի Պապյան               | 1 апреля 1954  | Председатель Президиума Верховного Совета Армянской Советской Социалистической Республики арм. Հայկական Սովետական Սոցիալիստական Հանրապետության Գերագույն Խորհրդի Նախագահության Նախագահ | Коммунистическая партия (большевиков) Армении | | [ 37 ] [ 38 ] |
| 12 (I—III) |                | Шмавон Минасович Арушанян (1903—1982) арм. Շմավոն Մինասի Առուշանյան        | 1 апреля 1954  | Председатель Президиума Верховного Совета Армянской Советской Социалистической Республики арм. Հայկական Սովետական Սոցիալիստական Հանրապետության Գերագույն Խորհրդի Նախագահության Նախագահ | 6 апреля 1955                                 | Коммунистическая партия Армении | [ 39 ] [ 40 ] |
| 12 (I—III) | 6 апреля 1955  | Шмавон Минасович Арушанян (1903—1982) арм. Շմավոն Մինասի Առուշանյան        | 16 апреля 1959 | Председатель Президиума Верховного Совета Армянской Советской Социалистической Республики арм. Հայկական Սովետական Սոցիալիստական Հանրապետության Գերագույն Խորհրդի Նախագահության Նախագահ |                                               | Коммунистическая партия Армении | [ 39 ] [ 40 ] |
| 12 (I—III) | 16 апреля 1959 | Шмавон Минасович Арушанян (1903—1982) арм. Շմավոն Մինասի Առուշանյան        | 3 апреля 1963  | Председатель Президиума Верховного Совета Армянской Советской Социалистической Республики арм. Հայկական Սովետական Սոցիալիստական Հանրապետության Գերագույն Խորհրդի Նախագահության Նախագահ |                                               | Коммунистическая партия Армении | [ 39 ] [ 40 ] |
| 13 (I—III) |                | Нагуш Хачатурович Арутюнян (1912—1993) арм. Նագուշ Խաչատուրի Հարությունյան | 3 апреля 1963  | Председатель Президиума Верховного Совета Армянской Советской Социалистической Республики арм. Հայկական Սովետական Սոցիալիստական Հանրապետության Գերագույն Խորհրդի Նախագահության Նախագահ | 15 апреля 1967                                | Коммунистическая партия Армении | [ 41 ] [ 42 ] |
| 13 (I—III) | 15 апреля 1967 | Нагуш Хачатурович Арутюнян (1912—1993) арм. Նագուշ Խաչատուրի Հարությունյան | 7 июля 1971    | Председатель Президиума Верховного Совета Армянской Советской Социалистической Республики арм. Հայկական Սովետական Սոցիալիստական Հանրապետության Գերագույն Խորհրդի Նախագահության Նախագահ |                                               | Коммунистическая партия Армении | [ 41 ] [ 42 ] |
| 13 (I—III) | 7 июля 1971    | Нагуш Хачатурович Арутюнян (1912—1993) арм. Նագուշ Խաչատուրի Հարությունյան | 3 июля 1975    | Председатель Президиума Верховного Совета Армянской Советской Социалистической Республики арм. Հայկական Սովետական Սոցիալիստական Հանրապետության Գերագույն Խորհրդի Նախագահության Նախագահ |                                               | Коммунистическая партия Армении | [ 41 ] [ 42 ] |
| 14 (I—III) |                | Бабкен Есаевич Саркисов (1913—1999) арм. Բաբկեն Եսայու Սարկիսով            | 3 июля 1975    | Председатель Президиума Верховного Совета Армянской Советской Социалистической Республики арм. Հայկական Սովետական Սոցիալիստական Հանրապետության Գերագույն Խորհրդի Նախագահության Նախագահ | 21 марта 1980                                 | Коммунистическая партия Армении | [ 43 ] [ 44 ] |
| 14 (I—III) | 21 марта 1980  | Бабкен Есаевич Саркисов (1913—1999) арм. Բաբկեն Եսայու Սարկիսով            | 30 марта 1985  | Председатель Президиума Верховного Совета Армянской Советской Социалистической Республики арм. Հայկական Սովետական Սոցիալիստական Հանրապետության Գերագույն Խորհրդի Նախագահության Նախագահ |                                               | Коммунистическая партия Армении | [ 43 ] [ 44 ] |
| 14 (I—III) | 30 марта 1985  | Бабкен Есаевич Саркисов (1913—1999) арм. Բաբկեն Եսայու Սարկիսով            | 6 декабря 1985 | Председатель Президиума Верховного Совета Армянской Советской Социалистической Республики арм. Հայկական Սովետական Սոցիալիստական Հանրապետության Գերագույն Խորհրդի Նախագահության Նախագահ |                                               | Коммунистическая партия Армении | [ 43 ] [ 44 ] |
| 15         |                | Грант Мушегович Восканян (1924—2005) арм. Հրանտ Մուշեղի Ոսկանյան           | 6 декабря 1985 | Председатель Президиума Верховного Совета Армянской Советской Социалистической Республики арм. Հայկական Սովետական Սոցիալիստական Հանրապետության Գերագույն Խորհրդի Նախագահության Նախագահ | 4 августа 1990                                | Коммунистическая партия Армении | [ 45 ] [ 16 ] |
| 16 (I)     |                | Левон Акопович Тер-Петросян (1945—) арм. Լեւոն Հակոբի Տեր-Պետրոսյան        | 4 августа 1990 | 23 августа 1990 | Армянское общенациональное движение           | Председатель Верховного Совета Армянской Советской Социалистической Республики арм. Հայկական Խորհրդային Սոցիալիստական Հանրապետության Գերագույն Խորհրդի Նախագահ                                                                       | [ 46 ] [ 47 ] |

## Восстановление независимости (с 1990)
23 августа 1990 года Верховный Совет изменил название страны на Республику Армения (арм. Հայաստանի Հանրապետություն) и принял декларацию «О независимости Армении». В марте 1991 года руководство Армении отказалось проводить на территории страны референдум о сохранении СССР, вместо него в сентябре был проведён референдум о независимости Армении, который подтвердил независимость республики от СССР. В октябре на президентских выборах победил кандидат от партии «Армянское общенациональное движение» Левон Тер-Петросян. В 1995 году путём референдума была принята Конституция, устанавливающая президентскую форму правления с возможностью избираться на пятилетний срок. В сентябре 1996 года на выборах Тер-Петросян был переизбран на второй срок.
В феврале 1998 года под давлением военных Тер-Петросян сложил с себя полномочия президента, а в марте на выборах президентом стал Роберт Кочарян, бывший до этого президентом Нагорно-Карабахской Республики, провозгласившей независимость от Азербайджана 2 сентября 1991 года. В октябре 1999 года вооружённая группировка захватила парламент и расстреляла 8 человек, в том числе премьер-министра Армении Вазгена Саргсяна. В марте 2003 года Кочарян был переизбран на второй срок. В 2005 году по результатам референдума были приняты поправки в Конституцию, закрепившие полупрезидентскую форму правления. В 2008 году президентом стал Серж Саргсян, переизбранный в 2013 году на второй срок. В 2015 году состоялся референдум, по результатам которого форма правления страны переходила от полупрезидентской (смешанной) к парламентской, с возможностью избираться на семилетний срок только один раз.
|                | Портрет        | Имя (годы жизни)                                                    | Полномочия      | Полномочия     | Партия                              | Выборы                                                             | Наименование должности                                                                                    | Пр.           |
| Начало         | Портрет        | Имя (годы жизни)                                                    | Окончание       |                | Партия                              | Выборы                                                             | Наименование должности                                                                                    | Пр.           |
| -------------- | -------------- | ------------------------------------------------------------------- | --------------- | -------------- | ----------------------------------- | ------------------------------------------------------------------ | --- | ------------- |
| 16 (I—III)     |                | Левон Акопович Тер-Петросян (1945—) арм. Լեւոն Հակոբի Տեր-Պետրոսյան | 23 августа 1990 | 11 ноября 1991 | Армянское общенациональное движение | (1990)                                                             | Председатель Верховного Совета Республики Армения арм. Հայաստանի Հանրապետության Գերագույն Խորհրդի Նախագահ | [ 46 ] [ 47 ] |
|                | 11 ноября 1991 | Левон Акопович Тер-Петросян (1945—) арм. Լեւոն Հակոբի Տեր-Պետրոսյան | 11 ноября 1996  | беспартийный   | 1991                                | Президент Республики Армения арм. Հայաստանի Հանրապետության Նախագահ | | [ 46 ] [ 47 ] |
| 11 ноября 1996 | 4 февраля 1998 | Левон Акопович Тер-Петросян (1945—) арм. Լեւոն Հակոբի Տեր-Պետրոսյան | 1996            | беспартийный   |                                     | Президент Республики Армения арм. Հայաստանի Հանրապետության Նախագահ | | [ 46 ] [ 47 ] |
| и. о.          |                | Роберт Седракович Кочарян (1954—) арм. Ռոբերտ Սեդրակի Քոչարյան      | 4 февраля 1998  | беспартийный   | 9 апреля 1998                       | [ комм. 10 ]                                                       | Исполняющий обязанности Президента Республики Армения арм. Հայաստանի Հանրապետության Նախագահի պաշտոնակատար | [ 50 ] [ 51 ] |
| 17 (I—II)      | 9 апреля 1998  | Роберт Седракович Кочарян (1954—) арм. Ռոբերտ Սեդրակի Քոչարյան      | 9 апреля 2003   | беспартийный   | 1998                                | Президент Республики Армения арм. Հայաստանի Հանրապետության Նախագահ | | [ 50 ] [ 51 ] |
| 17 (I—II)      | 9 апреля 2003  | Роберт Седракович Кочарян (1954—) арм. Ռոբերտ Սեդրակի Քոչարյան      | 9 апреля 2008   | беспартийный   | 2003                                | Президент Республики Армения арм. Հայաստանի Հանրապետության Նախագահ | | [ 50 ] [ 51 ] |
| 18 (I—II)      |                | Серж Азатович Саргсян (1954—) арм. Սերժ Ազատի Սարգսյան              | 9 апреля 2008   | 9 апреля 2013  | Республиканская партия Армении      | Президент Республики Армения арм. Հայաստանի Հանրապետության Նախագահ | 2008 | [ 52 ] [ 53 ] |
| 18 (I—II)      | 9 апреля 2013  | Серж Азатович Саргсян (1954—) арм. Սերժ Ազատի Սարգսյան              | 9 апреля 2018   | 2013           | Республиканская партия Армении      | Президент Республики Армения арм. Հայաստանի Հանրապետության Նախագահ | | [ 52 ] [ 53 ] |
| 19             |                | Армен Варданович Саргсян (1953—) арм. Արմեն Վարդանի Սարգսյան        | 9 апреля 2018   | 1 февраля 2022 | беспартийный                        | Президент Республики Армения арм. Հայաստանի Հանրապետության Նախագահ | 2018 | [ 54 ] [ 55 ] |
| и. о.          |                | Ален Робертович Симонян (1980—) арм. Ալեն Ռոբերտի Սիմոնյան          | 1 февраля 2022  | 13 марта 2022  | Гражданский договор                 | [ комм. 11 ]                                                       | Исполняющий обязанности Президента Республики Армения арм. Հայաստանի Հանրապետության Նախագահի պաշտոնակատար | [ 56 ] [ 57 ] |
| 20             |                | Ваагн Гарникович Хачатурян (1959—) арм. Վահագն Գառնիկի Խաչատուրյան  | 13 марта 2022   | действующий    | беспартийный                        | 2022                                                               | Президент Республики Армения арм. Հայաստանի Հանրապետության Նախագահ                                        | [ 58 ] [ 59 ] |